# Championnats de Belgique d'athlétisme 1993
 (juin 2022).
Les Championnats de Belgique d'athlétisme 1993 toutes catégories ont eu lieu les 24 et 25 juillet 1993 à Bruxelles.

## Résultats
| Hommes          | Prestation | Catégorie | Femmes            | Prestation |
| --------------- | ---------- | --------- | ----------------- | ---------- |
| Patrick Stevens | 10 s 49    | 100 m     | Nancy Callaerts   | 11 s 80    |
| Patrick Stevens | 20 s 81    | 200 m     | Kathleen Van Hove | 23 s 55    |

## Sources
- Ligue belge francophone d'athlétisme